# Libartania phragmiticola
Libartania phragmiticola är en svampart som beskrevs av Nag Raj 1993. Libartania phragmiticola ingår i släktet Libartania, ordningen disksvampar, klassen Leotiomycetes, divisionen sporsäcksvampar och riket svampar.   Inga underarter finns listade i Catalogue of Life.